# HSM Leiden
De Leiden of Leijden was een stoomlocomotief van de Hollandsche IJzeren Spoorweg-Maatschappij (HSM) met twee aangedreven assen en een loopas en een tweeassige tender. In tegenstelling tot de andere breedsporige locomotieven van de HSM had deze locomotief buitenliggende cilinders.
Aanvankelijk bestelde de HSM een drietal tweegekoppelde locomotieven bij Stubbs & Cousins of South Wales Iron Works in Wales. Als eerste werd in 1847 de Leiden of Leijden geleverd. Wegens de slechte kwaliteit van de bouw van de locomotief kon deze pas na diverse aanpassingen in 1849 in gebruik worden gesteld. Ook hierna was de HSM niet tevreden over deze locomotief waarna de HSM de twee andere nog te bouwen exemplaren afbestelde, die de namen Delft en Schiedam zouden hebben gekregen. Na slechts 4542 km te hebben gereden werd de locomotief in 1855 afgevoerd.